# جورج فرديناند بيكر
جورج فرديناند بيكر (بالإنجليزية: George Ferdinand Becker)‏ هو جيولوجي أمريكي، ولد في 5 يناير 1847 في نيويورك في الولايات المتحدة، وتوفي في 20 أبريل 1919 في واشنطن العاصمة في الولايات المتحدة.

## وصلات خارجية
- جورج فرديناند بيكر على موقع الموسوعة البريطانية (الإنجليزية)